# Henk Vos (politicus)
Hendrik (Henk) Vos (Sappemeer, 24 juli 1943 – Amsterdam, 18 februari 1999) was een Nederlands politicus. Namens de Partij van de Arbeid was hij van 1983 tot 1998 lid van de Tweede Kamer der Staten-Generaal.

## Levensloop
Henk Vos volgde de Hbs-b, echter zonder zijn eindexamen af te leggen. Van 1960 tot 1963 volgde hij een opleiding tot chemisch analist. Hij zou dit beroep tot 1969 uitoefenen, daarna trad hij in dienst van de vakbond. Van 1972 tot 1983 was Vos districtsbestuurder van de Industriebond NVV (in 1976 opgegaan in de FNV). Als vakbondsbestuurder leidde hij in 1981 acties voor het behoud van de Amsterdamse vestiging van autofabrikant Ford.
In 1995 was hij acht maanden uit de running toen hij achtereenvolgens getroffen werd door een hartinfarct en longkanker. In 1997 werd hij tijdens een verblijf in Caïro getroffen door een blindedarmontsteking en een buikvliesontsteking. Ondanks dat het afscheid van de Kamer hem zwaar viel, verheugde Vos zich erop meer tijd te kunnen besteden aan zijn vrouw en dochter. Hij overleed echter in februari 1999, op 55-jarige leeftijd.
Ter nagedachtenis aan Vos werd de Stichting Henk Vos Fonds opgericht. Deze stichting organiseerde de Henk Vos Memorial, een wielerkoers die sinds 2002 niet meer wordt gereden, en reikt de Henk Vos Prijs uit, een onderscheiding voor 'bruggenbouwers' in de sportwereld.

## Werk
In december 1983 kwam Vos tussentijds in de Tweede Kamer als opvolger van zijn overleden partijgenoot Dirk Duinker. Hij zou zich ontwikkelen tot fractiewoordvoerder economische zaken (industriebeleid) en defensie (materieel). Vos was zeer betrokken bij het wel en wee van de Nederlandse industrie en streed voor het behoud van werkgelegenheid. Hij zette zich onder andere in voor het behoud van vliegtuigfabriek Fokker. Van 1989 tot 1998 was hij voorzitter van de vaste Kamercommissie voor Economische Zaken.
Vos toonde zich als politicus actief, gedreven en hardwerkend. Behalve Kamerlid was hij lid van de Raad van Commissarissen van een groot aantal bedrijven. Tevens was hij voorzitter van de Vereniging voor Beroepswielrenners. Een slechte gezondheid noopte hem er toe zich niet meer kandidaat te stellen voor de Tweede Kamerverkiezingen 1998.
- Biografisch Portaal: 58189485
- Gemeinsame Normdatei: 1145557732
- Library of Congress Control Number: no2015148133
- Nederlandse Thesaurus van Auteursnamen: 067763936
- Parlement.com: vg09llny5wu1
- Virtual International Authority File: 284708680
- WorldCat: E39PBJrWGDgrwM6yJh7rQDhWDq